# Paltan-myeon
Paltan-myeon (koreanska: 팔탄면) är en socken i den nordvästra delen av Sydkorea,  50 km sydväst om huvudstaden Seoul. Den ligger i kommunen Hwaseong i provinsen Gyeonggi.